# La Roche-Chalais
 La Roche-Chalais  (en occitano La Ròcha Chalés) es una población y comuna francesa, situada en la región de Aquitania, departamento de Dordoña, en el distrito de Périgueux y cantón de Saint-Aulaye.

## Demografía
| 2617 | 2759 | 2997 | 2951 | 2860 | 2801 |
| Para los censos de 1962 a 1999 la población legal corresponde a la población sin duplicidades (Fuente: INSEE [Consultar]) |      |      |      |      |      |